# Phyllanthus fuscoluridus
Phyllanthus fuscoluridus là một loài thực vật có hoa trong họ Diệp hạ châu. Loài này được Müll.Arg. miêu tả khoa học đầu tiên năm 1866.